# Rodalies de Catalunya

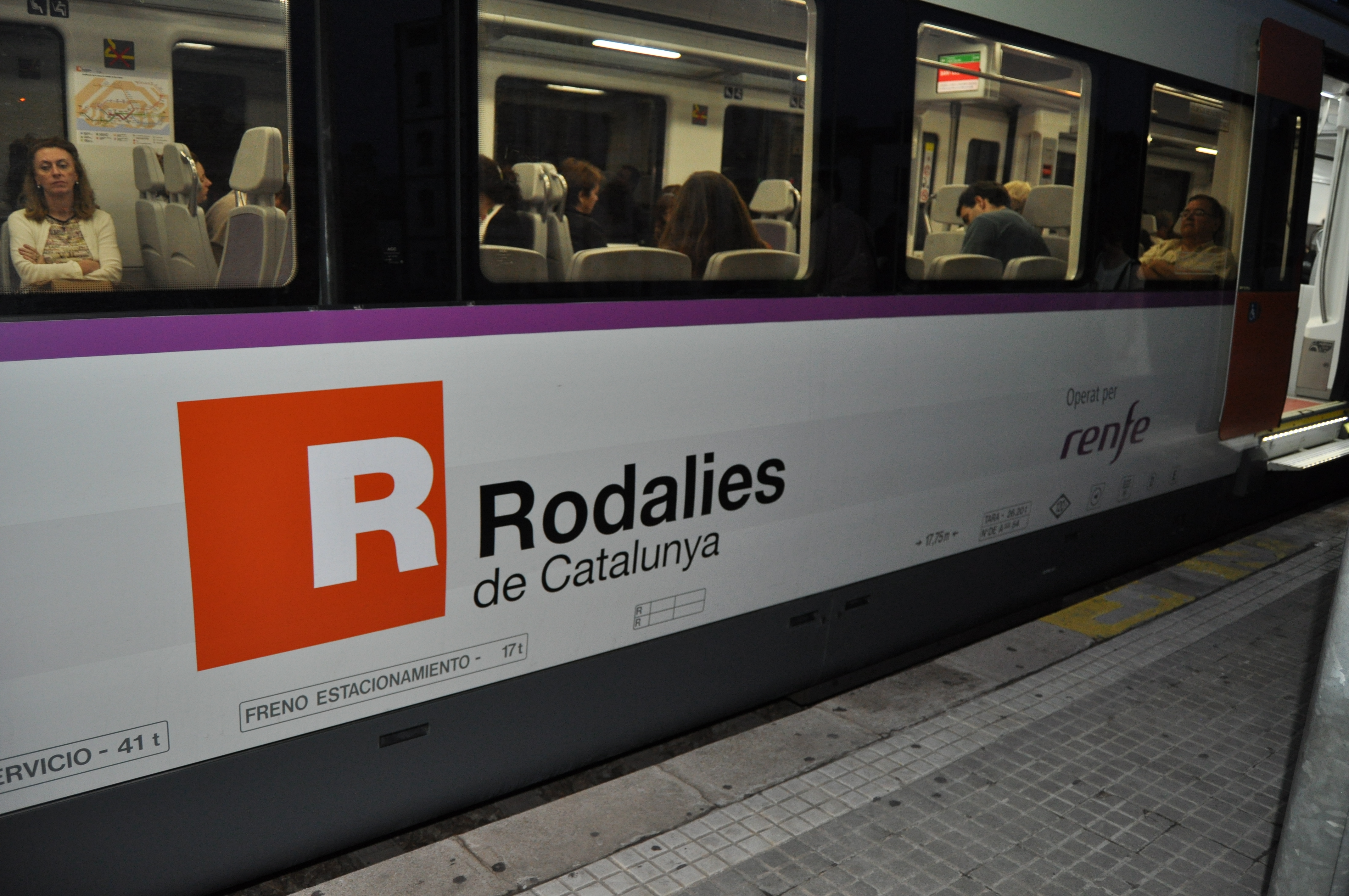
Rodalies de Catalunya.

Rodalies de Catalunya é o serviço ferroviário detido pela Generalidade da Catalunha e concessionado à empresa Renfe Operadora que liga a cidade de Barcelona à sua área metropolitana e às principais cidades e povoações da Catalunha, sobre a infraestrutura da ADIF. A sua rede estende-se por toda a Catalunha. A rede possui também vários interfaces com o Metro de Barcelona e FGC, com o qual existe correspondência. 

## Rede e linhas

Rede das Rodalies de Catalunya e FGC

Atualmente, a rede Rodalies conta com 18 linhas em funcionamento que discorrem por 460 km de vias férreas e conta com 203 estações no total.

### Serviço de trens suburbanos de Barcelona
O serviço de trens suburbanos de Barcelona possui oito linhas que ligam a Região Metropolitana de Barcelona, todas as linhas, exceto a R8, estão centralizadas em Barcelona.
| Linha   | Linha | Terminais                                             | Nº de estações | Comprimento        | Média de passageiros por dia | Inauguração           |
| ------- | ----- | ----------------------------------------------------- | -------------- | ------------------ | ---------------------------- | --------------------- |
| R1      |       | Molins de Rei – Maçanet-Massanes                      | 31             | 95,1 km (59,1 mi)  | 105,742 (2018)               | 28 de Outubro de 1848 |
| R2      |       | Castelldefels – Granollers Centre                     | 34             | 130,7 km (81,2 mi) | 133,619 (2018)               | 1854                  |
| R2 Nord |       | Aeroport – Maçanet-Massanes                           | 34             | 130,7 km (81,2 mi) | 133,619 (2018)               | 1854                  |
| R2 Sud  |       | Barcelona Estació de França – Sant Vicenç de Calders  | 34             | 130,7 km (81,2 mi) | 133,619 (2018)               | 1854                  |
| R3      |       | L'Hospitalet de Llobregat – Puigcerdà                 | 34             | 165,9 km (103 mi)  | 27,422 (2018)                | 1875                  |
| R4      |       | Sant Vicenç de Calders – Manresa                      | 39             | 143 km (88,9 mi)   | 134,213 (2018)               | 1854                  |
| R7      |       | Barcelona Sant Andreu Arenal – Cerdanyola Universitat | 7              | 13,5 km (8,39 mi)  | 5,906 (2018)                 | 16 de Maio de 2005    |
| R8      |       | Matorell – Granollers Centre                          | 8              | 40,2 km (25,0 mi)  | 4,082 (2018)                 | 26 de Junho de 2011   |

### Serviço de trens suburbanos de Camp de Tarragona
O serviço de trens suburbanos de Camp de Tarragona foi estabelecido em 20 de Março de 2014, utiliza a sigla RT (letra 'T' de Tarragona) e atualmente possui duas linhas em operação, RT1 e RT2.
| Linha | Linha | Terminais                          | Nº de estações | Comprimento       |
| ----- | ----- | ---------------------------------- | -------------- | ----------------- |
| RT1   |       | Tarragona – Reus                   | 3              | 18,1 km (11,2 mi) |
| RT2   |       | L'Arboç – L'Hospitalet de l'Infant | 9              | 46,5 km (28,9 mi) |

### Serviço de trens suburbanos de Girona
O serviço de trens suburbanos de Girona foi estabelecido em 24 de Março de 2014, 4 dias após o estabelecimento do serviço de Camp de Tarragona, e utiliza a sigla RG (letra 'G' de Girona), atualmente só há a linha RG1.
| Linha | Linha | Terminais                                      | Nº de estações | Comprimento        |
| ----- | ----- | ---------------------------------------------- | -------------- | ------------------ |
| RG1   |       | L'Hospitalet de Llobregat – Figueres / Portbou | 30             | 144,2 km (89,6 mi) |

### Serviço de trens regionais
O serviço de trens regionais conecta toda a região da Catalunha à Barcelona, também conecta à outras regiões espanholas como Aragão e Valencia e a região francesa da Occitânia.
| Linha | Linha | Terminais                                                     | Nº de estações | Comprimento      |
| ----- | ----- | ------------------------------------------------------------- | -------------- | ---------------- |
| R11   |       | Barcelona Sants - Portbou                                     | 28             | 172 km (107 mi)  |
| R12   |       | L'Hospitalet de Llobregat - Lleida                            | 38             | 176 km (109 mi)  |
| R13   |       | Barcelona Estació de França - Lleida                          | 38             | 169 km (105 mi)  |
| R14   |       | Barcelona Estació de França - Lleida                          | 31             | 169 km (105 mi)  |
| R15   |       | Barcelona Estació de França - Reus - Riba-roja d'Ebre         | 23             | 184 km (114 mi)  |
| R16   |       | Barcelona Estació de França - Tarragona - Tortosa / Ulldecona | 19             | 172 km (107 mi)  |
| R17   |       | Barcelona Estació de França - Salou-Port Aventura             | 9              | 102 km (63,4 mi) |